# Рюдзодзи Иэкадо
Рюдзодзи Иэкадо (яп. 龍造寺 家門, ум. 6 марта 1545) — японский военачальник периода Сэнгоку, вассал рода Сёни.

## Биография
Второй сын Рюдзодзи Иэканэ, владельца замка Мидзугаэ.
Его отец, Иэканэ, был опорой рода Сёни когда их влияние падало, но в 1535 году, когда Сёни Сукэмото был вынужден покончить с собой, другие вассалы Сёни возненавидели его из-за подозрений в сговоре с родом Оути. Однако Сёни Фуюхиса, желавший возрождения рода Сёни, стремился примириться с Иэканэ и достиг этого приняв условие, что Иэкадо станет регентом семьи Сёни. В результате при содействии Иэканэ и других членов семьи Рюдзодзи род Сёни был успешно возрождён.
Старые вассалы рода Сёни, ненавидевшие Иэканэ за предательство Сукэмото, возмущались семьёй Рюдзодзи, в том числе из-за самодержавного управления Иэкадо. В итоге в 1545 году Баба Ёритика возглавил заговор с целью убийства семьи Рюдзодзи. Иэкадо был убит вместе со старшим сыном Иэясу, братом Иэсуми и племянником Тикаиэ. Считается, что когда Ёритика, презиравший Иэкадо за его самоуправство при жизни, увидел его голову, он оскорбил её ударом ногой.
Его отец, Иэканэ, избежал этой чистки и бежал к Камати Акимори в провинцию Тикуго, а в 1546 году он содействовал убийству Бабы Ёритики и его сына и тем самым восстановил род Рюдзодзи.

## Семья
Дети от неизвестной матери:
- Рюдзодзи Иэясу, старший сын
- Рюдзодзи Акиканэ, второй сын
- жена Рюдзодзи Танэмицу и Рюдзодзи Таканобу
- жена Оды Масамицу
- жена Цуцуми Садамото
- жена Токусимы Танэёри